# Dov Yirmiya
Dov Yirmiya (hebräisch דב ירמיה; geboren 24. Oktober 1914 in Beit-Gan; gestorben 30. Januar 2016 im Kibbuz Eilon) war ein israelischer Offizier und politischer Aktivist, der für seine Kritik an israelischen Militäraktionen bekannt wurde. 1982 musste er aus dem israelischen Militär ausscheiden, nachdem er den Tagebuchbericht My War Diary über den ersten Libanonkrieg veröffentlicht hatte. Bis an sein Lebensende setzte er sich für ein friedliches gemeinsames Leben von Juden und Arabern in Palästina ein.

## Biographie

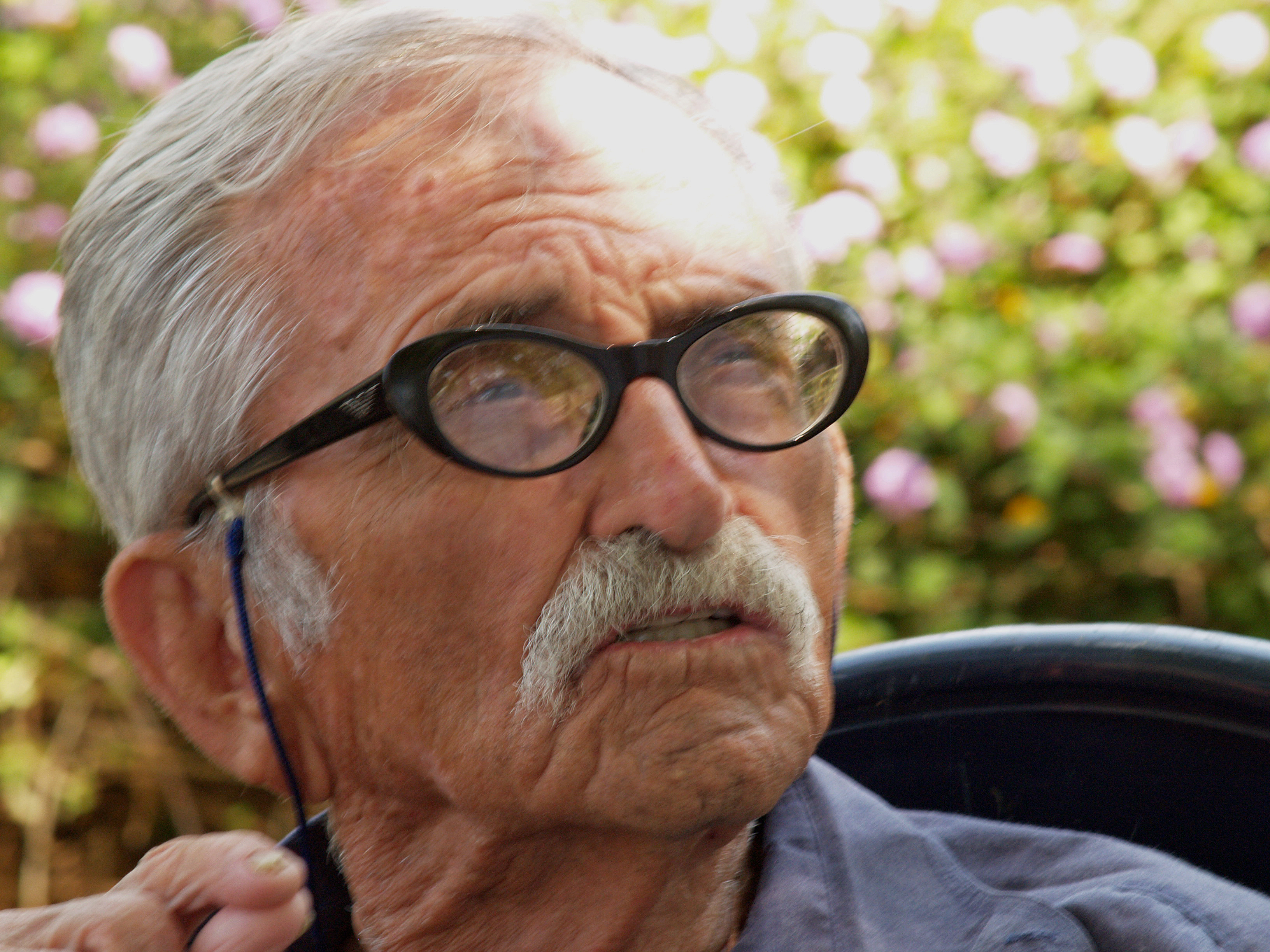
Dov Yirmiya im Jahre 2008

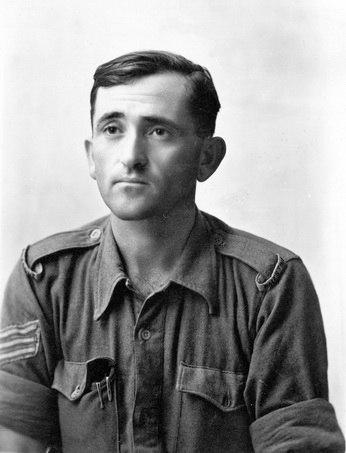
Yirmiya als Angehöriger der British Army (1943)

### Jugend und militärische Laufbahn
Dov Yirmiya wurde im Moschav Beit-Gan bei Jabneel in Palästina geboren. Seine Eltern Bella und David Yirmanovich kamen während der Zweiten Alijah aus Russland. Bella Yirmanovich, geborene Kovner, war vor ihrer Heirat mit dem Zionisten Joseph Trumpeldor liiert, der seit seinem Tod im Jahr 1920 als Held verehrt wird. Im Jahr 1921 gehörte die Familie zu den Gründern des Moschavs Nahalal. Einer der Nachbarsjungen, mit denen er aufwuchs, war Mosche Dajan, späterer Generalstabschef der Israelischen Verteidigungsstreitkräfte und Minister. Yirmiya war musikalisch, er spielte Violine, Mundharmonika, Akkordeon und weitere Instrumente, er komponierte und leitete sein Leben lang Chöre.
1929 trat Yirmiya, während er noch in Tel Aviv Musik studierte, der zionistischen paramilitärischen Untergrundmiliz Hagana bei und kämpfte in den Special Night Squads von Orde Wingate. Er schützte Nahalal bei den arabischen Unruhen von 1929, war 1938 an der Eroberung von Chanita und der Gründung des Kibbuz Eilon beteiligt. Im Zweiten Weltkrieg diente er in der britischen Armee und war im Nahen Osten, in Afrika, Italien und Deutschland im Einsatz. Andererseits befürwortete er in den 1930er Jahren den Aufbau eines bi-nationalen Staats in Palästina. Als der Teilungsplan 1947 von der UN angenommen wurde, versuchte er, seine Kibbuz-Mitglieder davon zu überzeugen, unter arabisch-palästinensischer Herrschaft zu bleiben. Nach dem Krieg half er in den Reihen der Palmach, Überlebende des Holocaust im Rahmen der Alija Bet nach Israel zu bringen.
1948 trat Yirmiya in die Israelische Armee (IDF) ein, war an Kämpfen in Galiläa und der Einnahme von Nazareth beteiligt. Einmal wurde er irrtümlicherweise für tot erklärt, nachdem er in einem Gefecht bei Eilon schwer verwundet worden war. Ende November/Anfang Oktober 1948 kam es während seiner Abwesenheit von seiner Kompanie zum Massaker von Hula, bei dem rund 35 männliche arabische Jugendliche und Männer von israelischen Soldaten ermordet wurden. Yirmiya ließ diesen Vorfall untersuchen und sorgte für die Bestrafung des zuständigen Offiziers, so auch im Fall der Gruppenvergewaltigung einer jungen Palästinenserin. 1958 verließ er die Streitkräfte im Rang eines Obersts, um im Kibbuz Sarid als Landwirt und Hebräisch-Lehrer zu arbeiten.
1965 gehörte Yirmiya zu den Gründern der Israel Nature and Parks Authority des Nordbezirks (NRA), wo er bis zu seiner Pensionierung 1979 tätig war. Er widersetzte sich der Einrichtung einer „Green Patrol“ und beschuldigte den Direktor der NRA, Avraham Yaffe, einen Freund aus Jugendtagen, diesen Trupp zur Schikanierung der Beduinen zu benutzen.

### Libanonkrieg 1982
1982, im Alter von 68 Jahren, meldete sich Yirmiya freiwillig zur Teilnahme am Libanonkrieg. Er diente in der zivilen Unterstützungseinheit und war schockiert von dem, was er erlebte. Nach seiner Heimkehr veröffentlichte er – zunächst in einer Zeitung und später in einem Buch – sein Kriegstagebuch My War Diary. So schrieb er über die Schlacht um die Einnahme des Flüchtlingslagers Ain al-Hilweh, eine der heftigsten Schlachten des Krieges, dass der Luft- und Artillerieangriff auf das Lager ihn an den Zweiten Weltkrieg erinnert habe. Auch kritisierte er, dass es für die rund 50.000 Menschen – mehrheitlich Frauen, Kinder und ältere Menschen –, die vor den Kampfhandlungen hatten fliehen müssen, weder Nahrung noch Wasser gegeben habe. Seine Mahnungen bei vorgesetzten Offizieren seien zurückgewiesen worden. Eine Antwort habe gelautet: „It’s better for thousand Arabs to die, rather than have a single one of our soldiers killed.“ Er berichtete davon, dass ein Krankenhaus der PLO zerstört wurde: „Teure und moderne Ausrüstung ist unter dem Trümmerhaufen begraben, und der krank machende Gestank verwe[se]nder Leichen liegt in der Luft […].“ Tausende Männer hätten stundenlang in der Sonne sitzen müssen, und Gefangene seien grundlos getreten und mit Holzlatten geschlagen worden.
„Wir sind zu einer Nation brutaler Schläger geworden“, schrieb er und bezeichnete den Krieg als „Fehler“. Daraufhin wurde er aus der Armee entlassen. Sein Kommandeur schrieb, Yirmiyas Worte hätten von einem „PLO-Propagandisten“ stammen können. „Was der IDF und Israel schadet, ist, was wir getan haben, nicht, was über unsere Taten geschrieben wird“, sagte Dov Yirmiya 1983 in einem Interview mit Gideon Levy.
In der Einführung zu seinem Buch entschuldigte sich Yirmiya dafür, dass er „inmitten des Krieges“ unterschiedslos den Begriff „Terroristen“ benutzt habe, um bewaffnete Gruppen der Palästinenser zu beschreiben, er habe sich nicht genug Gedanken über Nuancen und die Folgerungen daraus gemacht: „Whenever the PLO strikes against a non-combattant civilian population, they are, in my eyes, terrorists. But when one talks about the struggle of the Palestinian people and its right for independence and a state of its own, alongside the State of Israel, and as long as their struggle does not hurt innocent people, I accept the term of freedom fighters, or fighters of independence.“ („Wann immer die PLO gegen eine nicht kämpfende Zivilbevölkerung vorgeht, sind sie in meinen Augen Terroristen. Aber wenn man über den Kampf des palästinensischen Volkes und sein Recht auf Unabhängigkeit und einen eigenen Staat an der Seite des Staates Israel spricht, und solange ihr Kampf keine unschuldigen Menschen verletzt, akzeptiere ich die Bezeichnung Freiheitskämpfer oder Kämpfer für die Unabhängigkeit.“)

### Folgende Jahre
Nach diesem Krieg half Yirmiya privat palästinensischen Flüchtlingen im Südlibanon. Er war aktives Mitglied der Mapam-Partei, engagierte sich für die Gleichberechtigung von israelischen Arabern in Israel und beteiligte sich an Aktionen gegen die Militärherrschaft über die arabische Minderheit. Er diente als Verbindungsmann für die amerikanisch-jüdischen Freiwilligen von Interns for Peace und für Reshet, Organisationen zur Förderung von gegenseitigem Verständnis von Juden und Arabern. Nach der Wahl von Meir Kahane in den Knesset trat er von diesen Ämtern zurück, um sich auf sein Engagement im Jewish-Arab Committee against Racism and for Coexistence zu konzentrieren.
1983 wurde er mit dem Emil-Grünzweig-Menschenrechtspreis der Vereinigung für Bürgerrechte in Israel ausgezeichnet. Der Preis ist benannt nach dem Friedensaktivisten Emil Grünzweig, der 1983 von einem israelischen rechtsradikalen Aktivisten ermordet worden war. Die Wissenschaftlerin Rachel Hertz-Lazarowitz von der Universität Haifa bezeichnet Yirmiya als „wahren Altruisten“.
1986 machte Dov Yirmiya Schlagzeilen, als er sich in Rumänien mit PLO-Funktionären traf, obwohl dies gegen das Gesetz verstieß. Zwei Jahre später, während der ersten Intifada, wurde er wegen Volksverhetzung verhaftet, nachdem er Soldaten aufgefordert hatte, den Dienst in den besetzten Gebieten zu verweigern.
2009 schrieb Yirmiya in einem Brief an seine Freunde, darunter der Friedensaktivist Uri Avnery: „Ich bin ein 95-jähriger Sabra, der Israels Felder gepflügt und seine Bäume gepflanzt hat, der ein Haus gebaut und Söhne, Enkel und Urenkel gezeugt und sein Blut im Kampf um die Gründung des Staates Israel vergossen hat.“ Er schwöre aber seinem Glauben an den „gescheiterten Zionismus“ ab, werde dem „jüdischen faschistischen Staat und seinen verrückten Visionen“ nicht mehr treu sein, seine nationalistische Hymne nicht mehr singen, an den Trauertagen aber für die Gefallenen beider Seiten in den Kriegen strammstehen. Er schaue mit gebrochenem Herzen auf ein Israel, das Selbstmord begehe […]. „Seit 42 Jahren verwandelt Israel das, was Palästina hätte sein sollen, in ein gigantisches Gefängnis und hält dort ein ganzes Volk unter einem unterdrückerischen und grausamen Regime gefangen – mit dem einzigen Ziel, sein Land wegzunehmen – egal, was geschieht“, schrieb Dov Yirmiya und prophezeite: „Israel wird der schreckliche, ja, haarsträubende Blutzoll, besonders der Kinder, nie vergeben werden.“
2011 sagte Yirmiya in Avi Dabachs Dokumentarfilm über sein Leben Der letzte Zionist: „Ich habe in diesem Land unter drei Regimen gelebt: vier Jahre unter den Türken, 30 Jahre unter den Briten und jetzt unter Israel. Ich sehe keine Zukunft für meine Nachkommen in diesem Land. Wir steuern auf Ruin und Zerstörung zu. Ich glaube, der Staat wird in 50 bis 100 Jahren nicht mehr existieren.“ Dov Yirmiya starb am 30. Januar 2016 im Alter von 101 Jahren an Hypothermie. Er hinterließ seine dritte Frau Menuha, drei Kinder, zwölf Enkel und 16 Urenkel.

### Privates
Dov Yirmiya war drei Mal verheiratet. Mit seiner ersten Frau Grunia hatte er zwei Töchter. Seine zweite Frau war Hadassah Mor, die Mitte der 1950er Jahre über ihren Mann Mosche Dajan kennenlernte, mit dem sie eine Beziehung anfing. Ende der 1950er Jahre ließ sich Yirmiya von ihr scheiden; die Affäre zwischen seiner Frau und Dajan sorgte für Schlagzeilen in den israelischen Klatschspalten. Yirmiya forderte den damaligen Premierminister David Ben-Gurion auf, Dajan aus dem öffentlichen Amt zu entlassen. 2022 wurden in Tel Aviv-Jaffa Briefe aus der aufsehenerregenden Korrespondenz zwischen Hadassah Mor und Dajans Frau Rut auf der Straße gefunden.

## Publikationen
- My War Diary. Libanon June 5−July 1, 1982. Mit einem Vorwort von Daniel Amit. Übersetzung von Hillel Schenker. South End Press, Boston 1984 (online).